# Big blue blanket

Diagram przedstawiający taktykę big blue blanket. Amerykańskie niszczyciele stanowiące ubezpieczenie lotniskowców używają radarów do wykrycia nadlatujących japońskich samolotów kamikaze. Następnie przekazują przez radio położenie i kurs nadlatujących samolotów amerykańskim myśliwcom bojowego patrolu powietrznego (CAP) krążącego wokół głównego zgrupowania amerykańskiej floty. Myśliwce te następnie przechwytują nadlatujące japońskie samoloty na długo przed atakiem na lotniskowce

Big blue blanket (ang. Wielki niebieski koc) – taktyka wczesnego wykrywania i zapobiegania atakom kamikaze, opracowana podczas II wojny światowej przez pilota United States Navy Johna S. Thacha, który wcześniej opracował taktykę walki powietrznej o nazwie Thach Weave.

## Historia
Gdy amerykańska taktyka żabich skoków w czasie wojny na Pacyfiku zbliżyła się do Wysp Japońskich, Japończycy zaczęli szerzej przeprowadzać ataki pilotów kamikaze. Wraz ze wzrostem strat aliantów Thach opracował system przeciwdziałania pilotom nadlatującym z Kraju Kwitnącej Wiśni. 

John S. Thach, służąc w sztabach admirałów Williama Halseya i Johna S. McCaina Sr. jako oficer operacji lotniczych, opracował plan, który zakładał stałą obecność pomalowanych na niebiesko Hellcatów i Corsairów nad amerykańską flotą wojenną o każdej porze. Zalecił częstsze bojowe patrole powietrzne (CAP) stacjonujące dalej od lotniskowców, linię pikiet [ubezpieczenia] niszczycieli i niszczycieli eskortowych umieszczonych 50 lub więcej mil [około 80,5 km] od głównego zgrupowania floty, aby zapewnić wcześniejsze przechwytywanie przez radary i lepszą koordynację między oficerami zarządzającymi myśliwcami na pokładzie lotniskowców. Thach wezwał również do przeczesywania od świtu do zmierzchu japońskich lotnisk przez myśliwce i używania zapalników o opóźnionym działaniu na bombach zrzucanych na pasy startowe, aby utrudnić ich naprawy.

## Rezultat
Big blue blanket spowodował, że okręty pikiet były wyjątkowo podatne na ataki kamikaze, ale zapewniał lepszą ochronę lotniskowcom i transportowcom dzięki czemu był wykorzystywany do końca wojny. Między innymi podczas zwycięskiej dla aliantów kampanii filipińskiej (1944–1945) pomimo bezproblemowego desantu, japońskie samobójcze motorówki zwane Shin’yō i dwustu kamikaze sprawiły, że pierwsze dni bitwy o Mindoro były tak samo kosztowne jak te w bitwie pod Anzio (1944) we Włoszech. Dzięki lotom taktyki big blue blanket nad lotniskami filipińskiej wyspy Luzon przez grupę uderzeniową Task Force 38 admirała Halseya zabezpieczono Mindoro.